# Bob Collyard
Robert Leander Collyard (Hibbing, 16 ottobre 1949) è un ex hockeista su ghiaccio statunitense.
Nel corso della carriera giocò dieci partite in National Hockey League.

## Carriera
Collyard per tre stagioni frequentò il Colorado College, dove si distinse vincendo alcuni premi individuali. In occasione dell'NHL Amateur Draft 1969 fu scelto durante il settimo giro in settantatreesima posizione assoluta dai St. Louis Blues.
Completati gli studi nel 1971 Collyard entrò nell'organizzazione dei Blues e fu mandato in Central Hockey League presso il farm team dei Kansas City Blues, seguito l'anno successivo da un prestito sempre in CHL con i Fort Worth Wings. Nella stagione 1973-74 ebbe l'opportunità di giocare dieci partite in National Hockey League con i Blues.
Nell'estate del 1974 Collyard fu selezionato durante l'NHL Expansion Draft dai Washington Capitals, tuttavia fu subito prestato al farm team dei Philadelphia Firebirds. Nelle stagioni successive risultò essere uno dei marcatori più prolifici della North American Hockey League conquistando inoltre il titolo nella stagione 1975-1976. Rimase fino al 1979 totalizzando 543 punti in 388 partite, playoff inclusi, record assoluto della franchigia.
Nel 1978 e nel 1979 fu chiamato dalla nazionale statunitense per disputare due campionati mondiali; in totale fu autore di 8 punti in 18 apparizioni. Per due anni si trasferì nella Germania Ovest per giocare con il Bad Nauheim. Collyard si ritirò nel 1983 dopo due stagioni con i Milwaukee Admirals nella International Hockey League.

## Palmarès

### Club
- North American Hockey League: 1

Philadelphia: 1975-1976

### Individuale
- WCHA All-Star First Team: 2

1969-1970, 1970-1971
- CHL Second All-Star Team: 1

1972-1973
- NAHL All-Star Second Team: 3

1974-1975, 1975-1976, 1976-1977